# Варюковский сельсовет
Варюковский сельсовет — упразднённая административно-территориальная единица, существовавшая на территории Коробовского района Московской области до 1939 года. Административным центром была деревня Варюковка.

## История
В 1923 году Варюковский сельсовет входил в состав Лузгаринской волости Егорьевского уезда Московской губернии.
В 1926 году в Варюковский сельсовет включена территория упразднённого Васюковского сельсовета (деревня Васюковка). Таким образом, к началу 1927 года в составе сельсовета находились деревни Варюковка и Васюковка.
В 1927 году из Варюковского сельсовета выделен Васюковский сельсовет, однако в ходе реформы административно-территориального деления СССР в 1929 году Васюковский сельсовет вновь присоединён к Варюковскому, который вошёл в состав Шатурского района Орехово-Зуевского округа Московской области. В 1930 году округа были упразднены.
В июле 1933 года Варюковский сельсовет был передан из упразднённого Шатурского района в Коробовский.
17 июля 1939 года Варюковский сельсовет был упразднён, а его территория разделена между Лузгаринским и Алексино-Туголесским сельсоветами — деревня Варюковка отошла к Лузгаринскому сельсовету, а деревня Васюковка к Алексино-Туголесскому.